# Ermita de Santa Lucía (Castellfort)
La ermita de Santa Lucía, localizada en antiguo camino de Castellfort a Villafranca del Cid, en dirección suroeste, formando parte del caserío del mismo nombre (pese a ser conocido como Torre d’En Blasco), situado en una hondonada formando bancales, a 5 km de Castellfort, en la comarca castellonense de Los Puertos de Morella, es un edificio catalogado como Bien de Relevancia Local según la Disposición Adicional Quinta de la Ley 5/2007, de 9 de febrero, de la Generalidad Valenciana, de modificación de la Ley 4/1998, de 11 de junio, del Patrimonio Cultural Valenciano (DOCV Núm. 5.449 / 13/02/2007), con código: 12.01.038-006.

## Descripción histórico-artística
La ermita, datada entre los siglos XIV y XV, es considerada por los especialistas como uno de los ejemplos más claros de iglesia de reconquista de toda la comarca.
Se tiene documentación de su existencia desde 1439, ya que aparece en el testamento de Antoni Blasco, en cuyos terrenos fue construida sobre un peiró o capilla más antigua. La ermita forma parte de un conjunto en el que hay, además de la vivienda del ermitaño, unos corrales y cobertizos, construidos posteriormente. En la base de una columna está escrita la fecha al revés: 4271 oñA, lo que nos indica que al menos esa parte fue concluida en 1724.
Como iglesia de reconquista presenta una única nave rectangular, con sacristía adosada a la izquierda del presbiterio, y cubierta a dos aguas, que presenta como estructura unos arcos diafrágmaticos sobre los que descansan los cabirones de madera.
Para acceder al templo, hay que entrar por uno de los laterales en donde se ubica una puerta con arco de medio punto de sillería. La fábrica de sus muros es de mampostería con refuerzos en las esquinas, arcos y contrafuertes de sillería.
Como elemento destacable de esta ermita está su pavimento de morrillo, ya que presenta una la serie de dibujos que forman un laberinto, de 12 calles que servían como posible ceremonial de peregrinaciones. Este mismo laberinto fue reproducido en la plaza Mayor de Castellón cuando fue remodelada; los cuales, junto a los de la Ermita de la Puridad de Morella, constituyen los dos únicos casos existentes en la comarca.
Además, su interior presenta, en las paredes, unas pinturas enmarcadas en medallones con motivos referentes a la santa, mientras que la imagen en talla moderna preside el altar mayor. Antiguamente existían unos valiosos lienzos que fueron destruidos durante la guerra del 1936.
Para remarcar su idiosincrasia, la ermita está adosada a una masía, unidas con un porche que recae sobre la puerta de la iglesia.

## Fiestas
La fiesta en la ermita se celebra el segundo domingo después de San Vicente Ferrer (que en la Comunidad Valenciana, pese a ser el 5 de abril, se celebra siempre el segundo lunes de Pascua). Para esta ocasión, las poblaciones de Castellfort y Villafranca celebran una romería conjunta a Santa Lucía, contando además con la participación de vecinos de otras localidades y masías de la comarca. Durante la fiesta se oficia música en la ermita y posteriormente se reparte el rollo bendecido, que corre a cargo del mayoral que se elige cada año.